# 康州 (唐朝)
康州，中国古代的州。
唐朝武德四年（621年）分端州之端溪县置，九年废。贞观元年（627年）置南康州，十一年又废，十二年又复置，改为康州。治所在端溪县（今广东省德庆县）。下辖端溪县、乐城县（悦城县）、安遂县（晋康县）、都城县、抚纳县（644年废，今广东省云浮市）。辖境相当今广东省德庆、郁南二县及云浮市北部地。天宝元年（742年），改康州置晋康郡，仍治端溪县。属岭南道。北宋开宝五年（972年）废。旋复。治平后辖地扩有今罗定市及云浮市南部地。南宋绍兴元年（1131年）升为德庆府。
康州刺史
- 来慈（707年）
- 林披（唐肃宗时）
- 张㧑（769年）
- 崔恕（824年）
- 独孤迈（大和初年）
- 赵棨（829年）
- 贾继宗（832年）
- 韦瓘（833年）
- 苏闰（开成初年）
- 章及（大中年间）
- 刘瞻（870年）
- 崔浑（876年）
- 郭知微（唐僖宗、昭宗之间）
- 郑良士（唐昭宗时）